# Parasalpinia
Parasalpinia is een kevergeslacht uit de familie van de boktorren (Cerambycidae). De wetenschappelijke naam van het geslacht werd voor het eerst geldig gepubliceerd in 1962 door Hayashi.

## Soorten
Parasalpinia omvat de volgende soorten:
- Parasalpinia kojimai Hayashi, 1962
- Parasalpinia laosensis (Gressitt & Rondon, 1970)